# Петър Мазев
Петър Мазев (на македонска литературна норма: Петар Мазев) е един от най-изтъкнатите художници от Република Македония, смятан за основоположник на модерното и авангардно изобразително изкуство в страната.

## Биография
Роден е на 10 февруари 1927 г. в град Кавадарци в бедно занаятчийско семейство. Завършва прогимназия в Кавадарци и започва да учи във Военно-занаятчийското училище, но прекъсва образованието си поради избухването на Втората световна война. След войната учи в Художественото училище в Скопие при Никола Мартиноски и Лазар Личеноски. В 1953 година започва са учи в Академията за изобразително изкуство в Белград.
Член е на артистичния кръг „Мугри“. Преподавател по изобразително изкуство при Архитектурния факултет в Скопие. Излагал е на множество изложби в Република Македония и в чужбина – Дижон, Рим, Торино, Нюрнберг, Щутгарт, Берлин и други. Занимава се и с мозаечно и керамично изкуство. Експресионизмът е полето на постоянна изява в творчеството на Мазев. Има изложени множество монументални композиции (в Железарницата в Скопие, Стопанска банка, Паметника на Илинден и Народно-освободителната борба в Крушево, Паметникът костница във Велес и други). Носител е на наградите „11 октомври“ (1960 г.), „13 ноември“ (1977 г.), на изложбите на Дружеството на художниците на Македония и други. В 1967 година му е връчена първата награда „Нерешки майстори“.
Сред основателите е на политическата партия МААК.
Умира на 13 март 1993 година в Скопие.